# Agrochira bvumba
Agrochira bvumba är en tvåvingeart som beskrevs av Ian David Whittington 2003. Agrochira bvumba ingår i släktet Agrochira och familjen bredmunsflugor.
Artens utbredningsområde är Zimbabwe. Inga underarter finns listade i Catalogue of Life.